# Hans Walter Lorang
Hans Walter Lorang (1945-) est un auteur-compositeur-interprète et un poète allemand, originaire de Berus en Sarre. Dans ses œuvres musicales et littéraires, sa langue d'expression est le francique mosellan.
Surnommé le chansonnier du Platt, Il est également membre du comité de l'association linguistique mosellane Gau un Griis, ainsi que du Bosener Gruppe (de).

## Œuvres
- Ditt unn datt, Gedichda off Platt, Minerva-Verlag Thinnes & Nolte, 1986  (ISBN 3-47700-072-2)
- Wemma un anna Sprich : Moselfränkische Plattétüden, Merziger Druckerei, 1993

### Discographie[2]
| Date | Titre                        | Format | Label      | Numéro |
| ---- | ---------------------------- | ------ | ---------- | ------ |
| 1984 | Ebbes vazehlen               | LP     | Eksus      |        |
| 1986 | Der klään Bou                | LP/MC  | Sterntaler |        |
| 1987 | Winter oh Winter             | Single |            |        |
| 1992 | Mei Sprooch                  | CD/MC  | Leico      | 8292   |
| 1996 | Der alt Butzääma             | CD     | Leico      | 8392   |
| 2000 | Kommen lossen                | CD     | Leico      | 8550   |
| 2009 | Die Eerschdenbeschden        | CD     | Leico      | 8682   |
| 2017 | Heer mòòl, 30 Mússikgedichda | CD     | Leico      | 8803   |

## Production
En France, Il s'est produit en concert lors du festival Mir redde Platt de 2014.

## Récompenses
- Preis beim Mundartwettbewerb der Stadt Völklingen Völklinger Platt 2006[2]